# Marliella titai
Marliella titai är en insektsart som beskrevs av Carina Marciela Mews och Mól 2009. Marliella titai ingår i släktet Marliella och familjen syrsor. Inga underarter finns listade i Catalogue of Life.